# 功函数
功函数（又称功函、逸出功，英语：Work function）是指要使一粒电子立即从固体内部移到固体外部，所必须提供的最小能量（通常以电子伏特为单位）。这里“立即”一词表示最终电子位置从原子尺度上远离表面但从宏观尺度上依然靠近固体。功函数不是材料体相的本征性质，更准确的说法应为材料表面的性质（比如表面暴露晶面情况和受污染程度）。功函数是金属的重要属性。功函数的大小通常大概是金属自由原子电离能的二分之一。

## 功函数与表面效应
金属的功函数W与它的费米能级{\displaystyle \epsilon _{F}\;}密切相关但两者并不相等。这是因为真实世界中的固体具有表面效应：真实世界的固体并不是电子和离子的无限延伸重复排满整个布拉菲格子的每一个原胞。没有任何一者能仅仅位于一系列布拉菲格点{\displaystyle \{R\}\;}在固体占据且充满了非扭曲电荷分布基{\displaystyle \{R\}\;}至所有原胞的几何区域V。的确，那些原胞中靠近表面的电荷分布将会与理想无限固体相比被显著的扭曲，导致一个有效表面偶极子分布，或者，有些时候同时有表面偶极子分布和表面电荷分布。
能够证明如果我们定义功函数为把电子从固体中立即移出到一点所需的最小能量，但是表面电荷分布的效应能够忽略，仅仅留下表面偶极子分布。如果定义带来表面两端势能差的有效表面偶极子为{\displaystyle W_{S}\;}。且定义从不考虑表面扭曲效应的有限固体计算出的{\displaystyle \epsilon _{F}\;}为费米能，当按惯例位于{\displaystyle r\rightarrow \infty \;}的势为零。那么，正确的功函数公式为：
{\displaystyle W=-\epsilon _{F}+W_{S}\;}
其中{\displaystyle \epsilon _{F}\;}是负的，表明电子在固体中為負極。
{\displaystyle W=-E_{tot}(N+1)+\{E_{tot}(N)+V(\infty )\}=-{\partial E_{tot} \over {\partial N}}+V(\infty )=-\mu +V(\infty )}

## 一些金属的功函数
单位：电子伏特（eV）
| 金属 | 功函数 | 金属 | 功函数 | 金属 | 功函数 | 金属 | 功函数 | 金属 | 功函数 | 金属 | 功函数 |
| ---- | ------ | ---- | ------ | ---- | ------ | ---- | ------ | ---- | ------ | ---- | ------ |
| Ag   | 4.26   | Al   | 4.28   | As   | 3.75   | Au   | 5.1    | B    | 4.45   | Ba   | 2.7    |
| Be   | 4.98   | Bi   | 4.22   | C    | 5      | Ca   | 2.87   | Cd   | 4.22   | Ce   | 2.9    |
| Co   | 5      | Cr   | 4.5    | Cs   | 2.14   | Cu   | 4.65   | Eu   | 2.5    | Fe   | 4.5    |
| Ga   | 4.2    | Gd   | 3.1    | Hf   | 3.9    | Hg   | 4.49   | In   | 4.12   | Ir   | 5.27   |
| K    | 2.3    | La   | 3.5    | Li   | 2.9    | Lu   | 3.3    | Mg   | 3.66   | Mn   | 4.1    |
| Mo   | 4.6    | Na   | 2.75   | Nb   | 4.3    | Nd   | 3.2    | Ni   | 5.15   | Os   | 4.83   |
| Pb   | 4.25   | Pd   | 5.12   | Pt   | 5.65   | Rb   | 2.16   | Re   | 4.96   | Rh   | 4.98   |
| Ru   | 4.71   | Sb   | 4.55   | Sc   | 3.5    | Se   | 5.9    | Si   | 4.85   | Sm   | 2.7    |
| Sn   | 4.42   | Sr   | 2.59   | Ta   | 4.25   | Tb   | 3      | Te   | 4.95   | Th   | 3.4    |
| Ti   | 4.33   | Tl   | 3.84   | U    | 3.63   | V    | 4.3    | W    | 4.55   | Y    | 3.1    |
| Zn   | 4.33   | Zr   | 4.05   |      |        |      |        |      |        |      |        |

## 光电功函数
功函数是从某种金属释放电子所必须给予的最小能量。在光电效应中如果一个拥有能量比功函数大的光子被照射到金属上，则光电发射将会发生。任何超出的能量将以动能形式给予电子。
光电功函数为
- {\displaystyle \phi =hf_{0}}，

其中h是普朗克常数，而f0是能产生光电发射光子的最小(阈值)频率。当电子获得能量时，它从一个能级以「量子跃迁」的方式跳到另一个能级。这一过程称为电子的激发或者跃迁，其中较高能级称为「激发态」而最低能级称作「基态」。

## 热功函
功函数在热发射理论中也同等重要。这里电子从热而非光子中获得能量。在这种情况下，即电子从加热的充满负电的真空管灯丝逃逸的情况下，功函数可被称作热功函。钨是真空管中常见的金属元素，它的功函数大约是4.5eV。
热发射要求有灯丝加热电流(if)，来保持2000-2700K的温度。一旦达到灯丝电流的饱和态，则灯丝电流的大小改变不再影响电子束电流。 电子枪被提供一个非常靠近克服功函数(W)所需势的灯丝电流(Goldstein, 2003)。热功函取决于晶体取向而且趋向于对开放晶格的金属更小，对于原子紧密堆积的金属更大。范围大概是1.5–6 eV。某种程度上稠密晶面比开放晶格金属更高。

## 应用
在电子学里功函数对设计肖特基二极管或发光二极管中金属-半导体结以及真空管非常重要。

## 测量
很多基于不同物理效应的技术被发展出来测量样品的电学功率函数。可以区分出两类功函数测量的试验方法：绝对测量和相对测量。
第一类方法利用样品由光吸收(光发射)所引发的电子发射，通过高温(热发射)、或者电场(场发射)，以及使用电子隧穿效应。
所有相对测量方法利用了样品与参照电极的接触势差。实验上，是使用二极管的阴极电流或者样品与参照物的间由人工改变的两者间电容导致的位移电流等方法(开尔文探测、开尔文探测力显微镜)来测量的。

### 基于光发射的测量
光电发射光谱学(PES)是基于外光电效应的光谱学技术术语。对于紫外光电子光谱学(UPS)，固体样品的表面被用紫外(UV)光激发然后发射电子的动能得到分析。因为紫外光是能量{\displaystyle h\nu }低于100eV的电磁辐射，它能够只抓出价电子。因为固体中电子逃逸深度的限制紫外光电子光谱对表面非常敏感，为信息深度的范围为2 – 3个单层。同时测量原理限制了光电发射光谱学被用于UHV情形。得到的光谱通过提供态密度、占据态及功函数等信息反应了样品电子结构。

### 基于热发射的测量
推迟二极管方法是最简单和最古老的的测量功函数的方法之一。它是源自发射器电子的热发射。收集到样品的电子电流密度{\displaystyle J}取决于样品的功函数{\displaystyle \phi }且可通过 Richardson–Dushman方程{\displaystyle J=AT^{2}e^{-\phi /kT}}计算，其中{\displaystyle A}，Richardson常数，是具体的材料常数。电流密度随温度迅速增长而随功函数指数下降。改变功函数可以简单通过在样品与电子发射器之间施加一个推迟势{\displaystyle V}来决定；上述方程中{\displaystyle \phi }被{\displaystyle e(\Phi +V)}取代。在恒定电流下测到的推迟势差与功函数的改变相等，假设发射器的功函数与温度不变。
也可以使用Richardson–Dushman方程通过样品的温度改变直接决定功函数。重写方程得{\displaystyle ln(J/T^{2})=ln(A)-\phi kT}。描绘{\displaystyle ln(J/T^{2})}和{\displaystyle 1/T}得到的曲线的斜率{\displaystyle -\phi /k}允许决定样品的功函数。